# Holotrichia mausonia
Holotrichia mausonia är en skalbaggsart som beskrevs av Moser 1908. Holotrichia mausonia ingår i släktet Holotrichia och familjen Melolonthidae. Inga underarter finns listade i Catalogue of Life.